# Agriphila angulatus
Crambus angulatus là một loài bướm đêm trong họ Crambidae.